# Бокксдорф
Бокксдорф (нем. Bocksdorf) — политическая община (нем. Gemeinde) в Австрии, в федеральной земле Бургенланд. 
Входит в состав округа Гюссинг.  Население составляет 806 человека (на 31 декабря 2014 года). Занимает площадь 9,98 км². Идентификационный код  —  1 04 01.

## Политическая ситуация
Бургомистр общины — Адольф Шабхюттль (LB) по результатам выборов 2007 года.
Совет представителей общины (нем. Gemeinderat) состоит из 13 мест.
- Партия LB занимает 6 мест.
- СДПА занимает 5 мест.
- АНП занимает 2 места.

## Внешние ссылки
- Официальная страница  (нем.)